# کوکوی گویرا
کوکوی گویرا (نام علمی: Guira guira) نام یک گونه از زیرخانواده نوک‌بلندیان است.

## نگارخانه

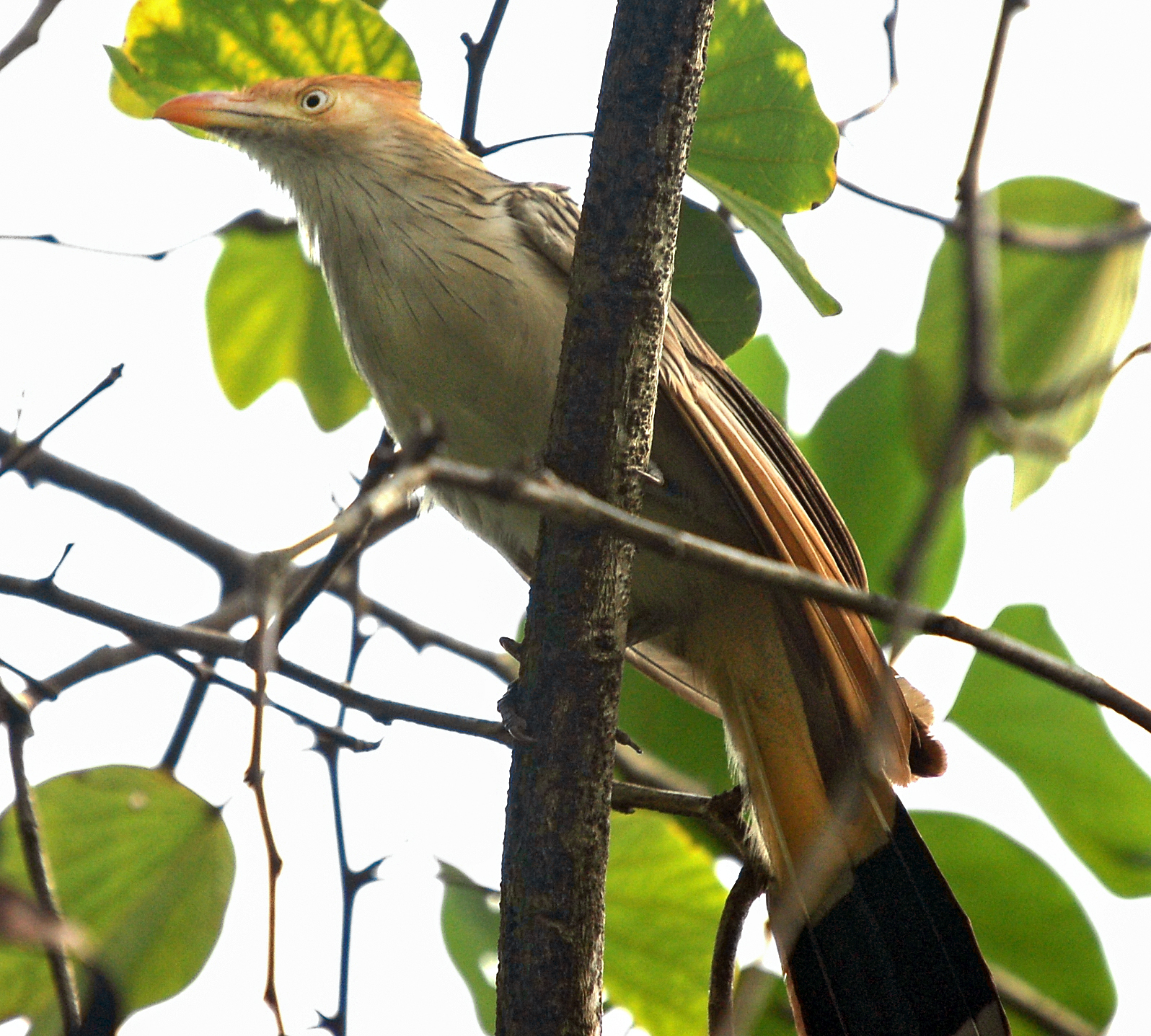
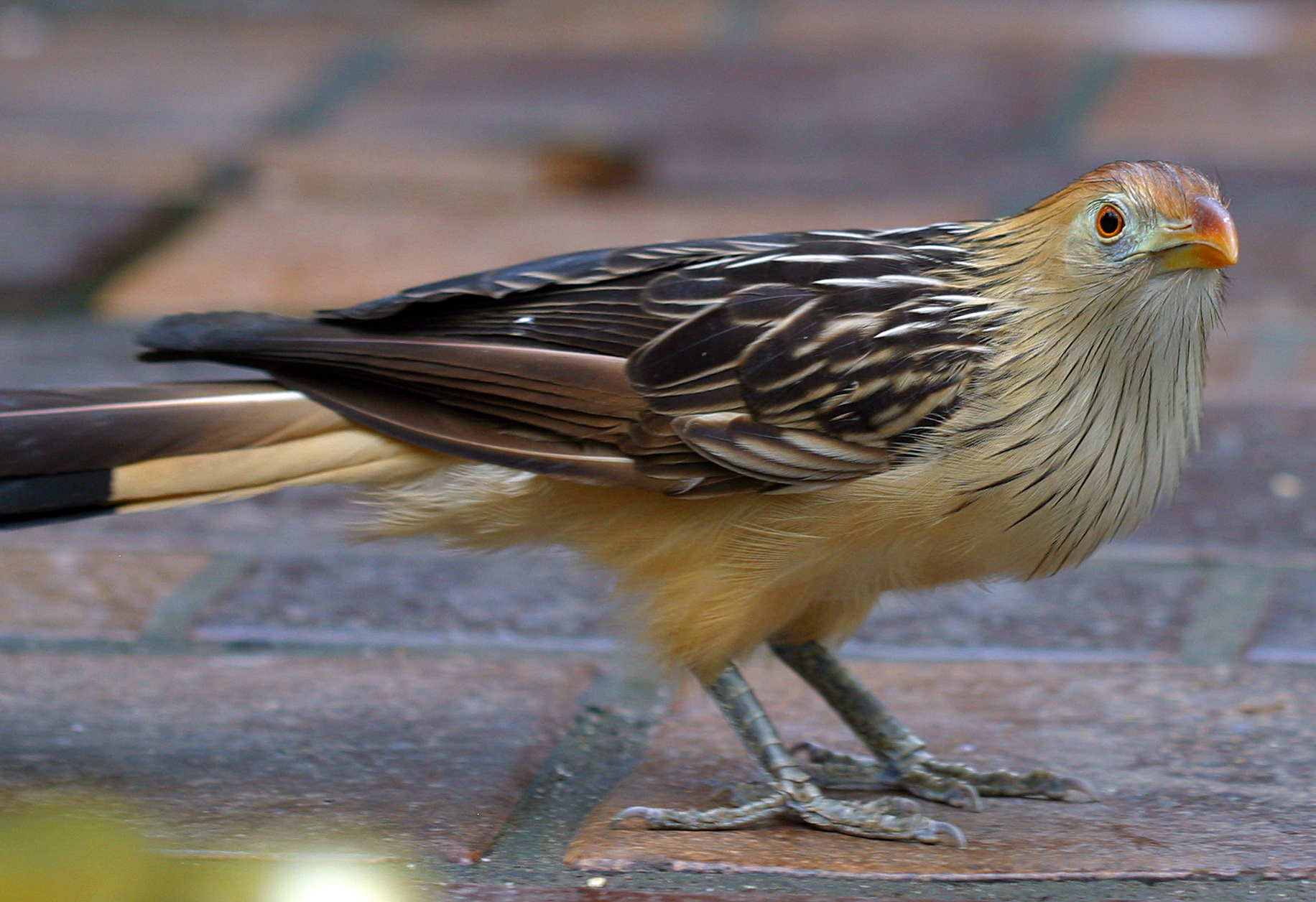
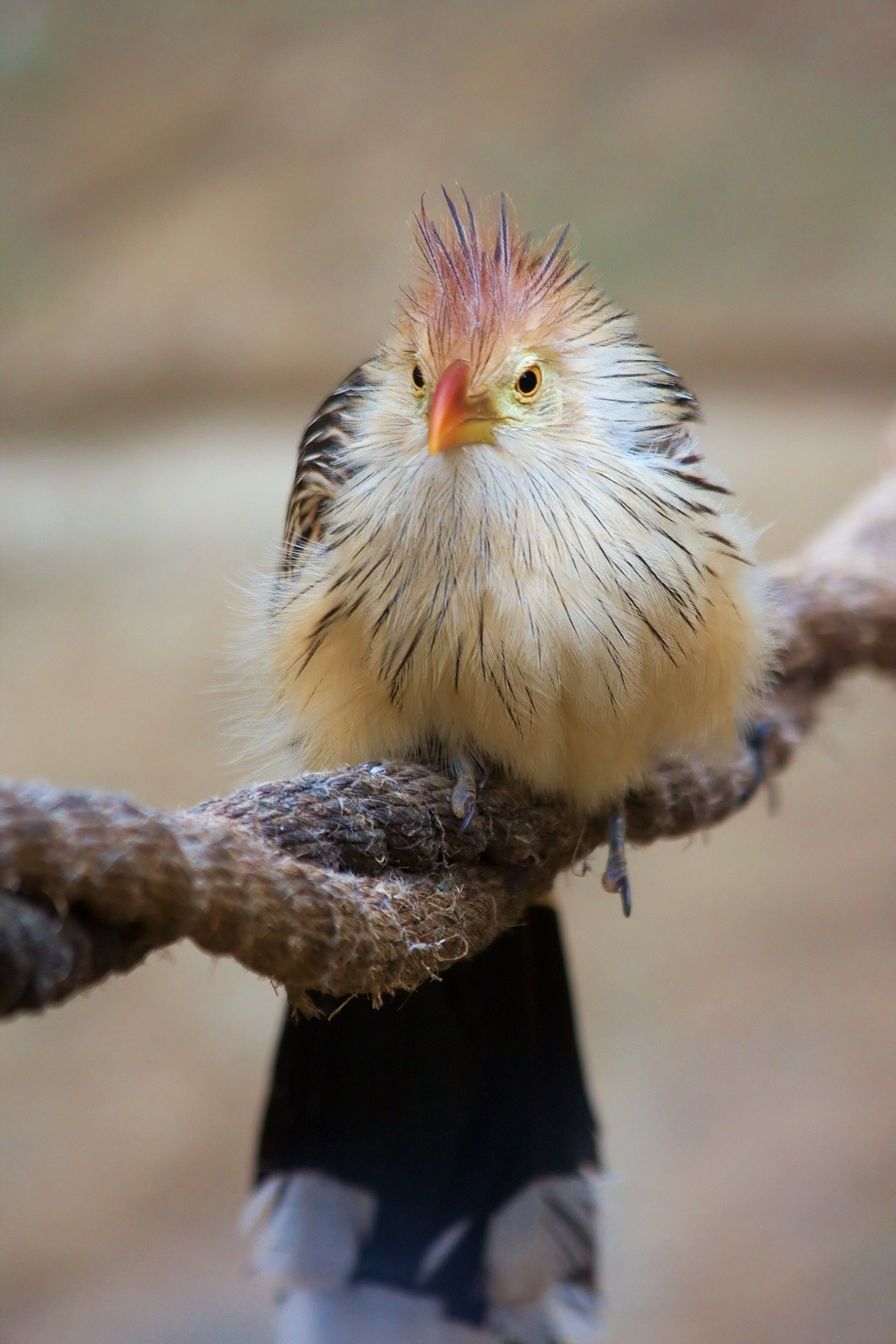
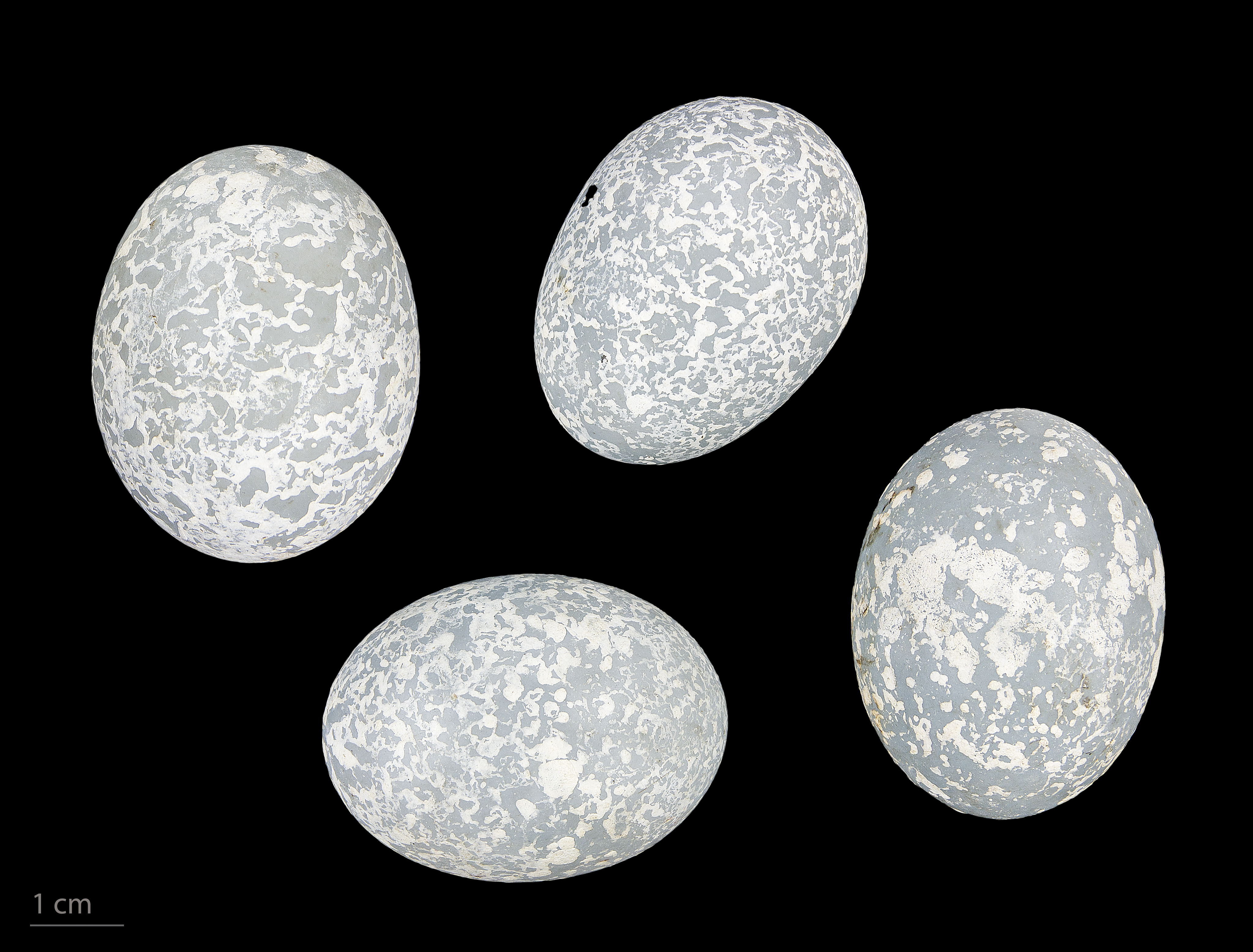
Museum specimen - Argentina